# Bandera de la República del Congo
L'actual bandera de la República del Congo es va adoptar per primer cop el 18 d'agost de 1958, tot i que després es va abandonar el 1970 i se'n va fer servir una de marcada pel socialisme, inspirada en la bandera de l'URSS, fins al 10 de juny de 1991, quan es va readoptar l'original.
Els colors són els tradicionals del panafricanisme i provenen de la bandera d'Etiòpia: el vermell és la lluita per la llibertat, el verd representa la natura del país i el groc simbolitza la riquesa de la natura.

## Dissent
Els colors de la bandera tenen significats culturals, polítics i regionals. El verd simbolitza l'agricultura i els boscos del Congo, mentre que el groc representa "l'amistat i la noblesa" del poble congolès. No obstant això, el simbolisme darrere del vermell es va deixar sense explicar. Des d'un punt de vista continental, el verd, el groc i el vermell són els colors del moviment panafricanista; és l'única bandera panafricanista que utilitza un patró diagonal en el seu disseny. També són 3 dels colors utilitzats a la bandera d'Etiòpia, el país independent més antic d'Àfrica i l'única nació que no sigui Libèria que es va mantenir independent durant la lluita per l'Àfrica.

Proporcions.

### Colors
| (1991–present) | Verd       | Groc       | Vermell   |
| -------------- | ---------- | ---------- | --------- |
| Pantone        | 355c       | 109c       | 032c      |
| CMYK           | 93-0-100-0 | 0-5-100-0  | 0-90-76-0 |
| RGB            | 0-149-67   | 251-222-74 | 220-36-31 |
| Hexadecimal    | #009543    | #FBDE4A    | #DC241F   |

## Banderes històriques

Bandera del Regne de Congo (1395-1885)
Bandera del Congo Francès (1959–1970)
Bandera de la República Popular del Congo (1970-1991)